# Bruesisca
Bruesisca is een geslacht van vliesvleugeligen uit de familie Pteromalidae. De wetenschappelijke naam van dit geslacht is voor het eerst geldig gepubliceerd in 1961 door Hedqvist.

## Soorten
Het geslacht Bruesisca is monotypisch en omvat slechts de volgende soort:
- Bruesisca submersus (Brues, 1910)